# Зелений Богдан Іванович
Богдан Іванович Зелений (4 березня 1900, с. Добряни, тепер Городоцька міська громада, Львівська область — 7 січня 1969, м. Віндзор, Онтаріо, Канада) — український  військовий , старший десятник Української галицької армії, член УВО та ОУН, голова Української стрілецької громади Канади. 

## Життєпис
Народився 4 (за іншими даними 24-го) березня 1900 року у селі Добряни (тепер Городоцька міська громада, Львівська область) у сім'ї вчителів. Проживав у селі Містки біля Пустомит, де батько був управителем 2-класової 
народної школи.  Після смерті батька сім'я переїхала до міста Кам'янка-Струмилова. Навчався в реальній школі у Львові до літа 1914 року. 
З листопада 1918 у складі УГА, служив у 5-й Сокальській бригаді у званні старшого десятника. Пройшов увесь шлях з армією на Великій Україні, а з весни 1920 служив у Дієвій Армії УНР. Інтернований у польському таборі в Ченстохові. Після звільнення з 1921 року проживав у Львові, навчався в Таємному українському університеті. 

Зліва направо: Богдан Зелений, Євген Коновалець, В. Лазаркевич. Канада, 1929

Член УВО. Влітку 1922 заарештований польською поліцією за протидію виборчій кампанії до сейму Польщі, однак невдовзі звільнений. Вдруге заарештований 16 лютого 1924 року під час служби в польській армії із звинуваченням у державній зраді. 28 березня 1925 року засуджений на процесі «басарабців» на 2,5 років в'язниці. Відбував покарання у Коломиї, а у вільний час вивчав англійську мову.
Після звільнення у грудні 1927 емігрував до Канади. Проживав у місті Вінніпег, згодом Калгарі, Едмонтоні, здобув фах інженера-електрика. У 1928 році співзасновник та голова Української стрілецької громади в Едмонтоні. У 1929 році був співорганізатором поїздки Євгена Коновальця по Канаді.
Займав різні посади та очолював у 1947-1948 Українську стрілецьку громаду Канади. Активний діяч також інших українських організацій Канади : Конґресу Українців Канади, Українського народного союзу, Українського Національного Об'єднання, Світового Конґресу Вільних Українців. Належав до дирекції газети «Новий шлях».
Згодом поселився в місті Віндзор (провінція Онтаріо), де й помер 7 січня 1969 року.  

### Праці
- Автор спомину «Останні дні Галицької армії (витяги з дневника)»" (Українська Стрілецька Громада в Канаді 1928-38. Торонто, 1938).